# 아프리카피그미쥐
아프리카피그미쥐 또는 남아프리카피그미쥐(Mus minutoides)는 쥐과 생쥐속에 속하는 설치류의 일종이다. 가장 작은 설치류의 일종이다. 사하라 이남 아프리카에 널리 분포하며, 세계 일부 지역에서 애완용으로 기른다. 흔하게 발견되는 생쥐와 같이 약 1,000여 종 이상을 포함하고 있는 쥐아과에 속한다. 전체적으로 회색부터 붉은 벽돌색까지 띠며 배 쪽은 희미하고 작지만 두드러진 삼각형 귀를 갖고 있다. 성체의 전체 몸길이가 30~80mm이고 꼬리 길이는 20~40mm, 몸무게는 3~12g이다. 아프리카피그미쥐는 생후 약 6~8주 이후에 번식을 할 수 있다. 약 20일간의 임신 기간 이후 약 3마리의 새끼를 낳고, 새끼는 눈을 뜨지 못한 상태로 털이 없는 상태로 태어난다. 생후 2주 후에 눈을 뜨며, 4주 후에 젖을 완전히 뗀다. 수명은 약 2년이지만, 개체에 따라서는 포획 상태에서 4년 이상 살기도 한다.
아프리카피그미쥐는 독특한 특징이 많다. 굴 앞에 자갈을 겹쳐 쌓는다. 밤새 자갈에 이슬이 맺히면, 피그미쥐는 아침에 자갈 위의 이슬을 마신다. 그 후 굴 속으로 들어간다. 성 결정 방법은 X 염색체의 재배치가 많은 XY 개체를 실제로 암컷으로 이끌었다는 점에서 대부분의 포유류와는 다른 것으로 밝혀졌다. 물 근처의 풀 속에서 무리나 쌍을 지어 서식하며, 나무를 잘 탄다.